# Saketh Myneni
Saketh Myneni (* 19. října 1987 Vuyyuru) je indický profesionální tenista. Ve své dosavadní kariéře na okruhu ATP World Tour nevyhrál žádný turnaj. Na challengerech ATP a okruhu ITF získal do září 2016 titulů jedenáct ve dvouhře a osmnáct ve čtyřhře.
Na žebříčku ATP byl ve dvouhře nejvýše klasifikován v září 2016 na 137. místě a ve čtyřhře pak v v dubnu téhož roku na 113. místě.
V indickém daviscupovém týmu debutoval v roce 2014 čtvrtfinálem 1. asijsko-oceánské zóny proti Tchaj-wanu, v němž vyhrál čtyřhru v páru s Rohanem Bopannou i závěrečnou dvouhru nad Tsung-Hua Yangem. Přispěl tak k postupu Indů 5:0 na zápasy. Do září 2016 v soutěži nastoupil ke čtyřem mezistátním utkáním s bilancí 2–0 ve dvouhře a 2–1 ve čtyřhře.
Indii reprezentoval na Asijských hrách 2014 v jihokorejském Inčchonu, kde po boku Sanii Mirzaové vybojoval zlatou medaili ze smíšené čtyřhry. Stříbrný kov si odvezl z mužského debla, do něhož nastoupil se Sanamem Singhem.
V letech 2007–2010 vystudoval ekonomii na Alabamské univerzitě.

## Tenisová kariéra
V rámci hlavních soutěží událostí okruhu ITF debutoval v červnu 2006, když prošel kvalifikací na indickém satelitu v Gurgaonu. V úvodním kole podlehl krajanu Višalu Uppalovi. První trofej si odvezl v listopadu 2011 z desetitisícové události Futures v Čennaí, kde na divokou kartu triumfoval ve dvouhře – po finále nad Britem Jamesem Marsalkem –, a také ve čtyřhře. V singlovém pavouku neztratil ani jeden set. Premiérový singlový titul na challengerech dosáhl na říjnovém Indore Open ATP Challengeru 2014 v indickém Indauru, kde ve finále přehrál kazašského hráče Oleksandra Nedověsova ve třech setech. Druhý vavřín přidal o rok později na Ho Chi Minh City Challengeru 2015 po vítězství s Australanem Jordanem Thompsonem. Průnik mezi dvě stě nejlepších tenistů žebříčku ATP poprvé zaznamenal 18. května 2015, když si zajistil semifinálovou účast na samarkandském challengeru.
Ve dvouhře okruhu ATP World Tour debutoval utkáním v asijsko-oceánské zóně Davis Cupu 2014 proti Tchaj-wanu. Předtím třináctkrát neuspěl v kvalifikacích turnajů ATP. V rámci série ATP Masters odehrál první utkání na srpnovém Rogers Cupu 2016, kde jej ve druhém kole kvalifikace vyřadil Radek Štěpánek.
Debut v hlavní soutěži nejvyšší grandslamové kategorie zaznamenal v mužském singlu US Open 2016 po zvládnuté tříkolové kvalifikaci, v níž na jeho raketě zůstali Albano Olivetti, Mitchell Krueger a Srb Peđa Krstin. V úvodním kole však nestačil v pětisetovém dramatu na Jiřího Veselého, když prohospodařil vedení 2–1 na sety. Na pěti předchozích grandslamech, od Wimbledonu 2015 do Wimbledonu 2016, neprošel kvalifikačním sítem.

## Finále na challengerech ATP a okruhu Futures
| Legenda                    |
| -------------------------- |
| Challengery (2–1 D; 6–2 Č) |
| Futures (9–3 D; 12–4 Č)    |

### Dvouhra: 15 (11–4)
| Stav      | č.  | datum              | turnaj                                     | povrch | soupeř ve finále          | výsledek            |
| --------- | --- | ------------------ | ------------------------------------------ | ------ | ------------------------- | ------------------- |
| Vítěz     | 1.  | 12. listopadu 2011 | Čennaí, Indie ITF Futures $10 000          | tvrdý  | James Marsalek            | 6–1, 6–4            |
| Finalista | 2.  | 10. března 2012    | Bhimavaram, Indie ITF Futures $10 000      | tvrdý  | Sanam Singh               | 4–6, 6–4, 5–7       |
| Vítěz     | 3.  | 2. června 2012     | Mandja, Indie ITF Futures $10 000          | tvrdý  | Vidžajant Malik           | 6–3, 6–4            |
| Vítěz     | 4.  | 28. července 2012  | Čennaí, Indie ITF Futures $10 000          | tvrdý  | Suk-Young Jeong           | 6–3, 2–6, 6–4       |
| Vítěz     | 5.  | 4. srpna 2012      | Čennaí, Indie ITF Futures $10 000          | tvrdý  | Antoine Escoffier         | 6–3, 6–2            |
| Finalista | 6.  | 3. listopadu 2012  | Puné, Indie ITF Futures $15 000            | tvrdý  | Prakaš Amritraj           | 4–6, 2–6            |
| Vítěz     | 7.  | 3. května 2013     | Čandígarh, Indie ITF Futures $15 000       | tvrdý  | Vidžajant Malik           | 3–6, 6–1, 6–4       |
| Vítěz     | 8.  | 11. května 2013    | Rohtak, Indie ITF Futures $15 000          | tvrdý  | Randžeet Virali-Murugesan | 6–1, 6–2            |
| Vítěz     | 9.  | 1. června 2013     | Bangkok, Thajsko ITF Futures $10 000       | tvrdý  | Andrew Harris             | 7–6(7–4), 6–1       |
| Vítěz     | 10. | 9. června 2013     | Tumon, Guam ITF Futures $10 000            | tvrdý  | Masató Šiga               | 6–0, 6–1            |
| Finalista | 11. | 20. září 2013      | Mishref, Kuvajt ITF Futures $10 000        | tvrdý  | Mohammad Al-Ghareeb       | 4–6, 1–6            |
| Vítěz     | 12. | 8. března 2014     | Bhimavaram, Indie ITF Futures $10 000      | tvrdý  | Sanam Singh               | 4–6, 6–3, 6–1       |
| Vítěz     | 13. | 13. října 2014     | Indaur, Indie ATP Challenger $50 000       | tvrdý  | Oleksandr Nedověsov       | 6–3, 6–7(4–7)), 6–3 |
| Vítěz     | 14. | 18. října 2015     | Ho Či Minovo Město, Vietnam ATP Challenger | tvrdý  | Jordan Thompson           | 7–5, 6–3            |
| Finalista | 15. | 21. února 2016     | Nové Dillí, Indie ATP Challenger $50 000   | tvrdý  | Stéphane Robert           | 3–6, 0–6            |

### Čtyřhra: 24 (18–6)
| Stav      | č.  | datum              | turnaj                                           | povrch | spoluhráč                | soupeři ve finále                                  | výsledek               |
| --------- | --- | ------------------ | ------------------------------------------------ | ------ | ------------------------ | -------------------------------------------------- | ---------------------- |
| Vítěz     | 1.  | 12. listopadu 2011 | Čennaí, Indie ITF Futures $10 000                | tvrdý  | Mohit Majur Jajaprakaš   | Rohan Gajjar Vidžaj Kannan                         | 6–4, 6–3               |
| Vítěz     | 2.  | 24. února 2012     | Čandígarh, Indie ITF Futures $10 000             | tvrdý  | Rohan Gajjar             | Vidžaj Kannan Arun-Prakaš Radžagopalan             | 7–5, 6–3               |
| Vítěz     | 3.  | 10. března 2012    | Bhimavaram, Indie ITF Futures $10 000            | tvrdý  | Rohan Gajjar             | N. Vidžaj Sundar Prašanth Arun-Prakaš Radžagopalan | 7–5, 6–3               |
| Finalista | 4.  | 2. června 2012     | Mandja, Indie ITF Futures $10 000                | tvrdý  | Po-wen Ou-jang           | N. Sriram Balaji Arun-Prakaš Radžagopalan          | 5–7, 1–6               |
| Vítěz     | 5.  | 21. července 2012  | Coimbatore, Indie ITF Futures $10 000            | tvrdý  | Arun-Prakaš Radžagopalan | N. Vidžaj Sundar Prašanth Vinajak Šarma Kaza       | 6–3, 6–2               |
| Finalista | 6.  | 28. července 2012  | Čennaí, Indie ITF Futures $10 000                | tvrdý  | Arun-Prakash Rajagopalan | Weerapat Doakmaiklee Perakiat Siriluethaiwattana   | 4–6, 6–2, [7–10]       |
| Vítěz     | 7.  | 4. srpna 2012      | Čennaí, Indie ITF Futures $10 000                | tvrdý  | Arun-Prakaš Radžagopalan | Weerapat Doakmaiklee Perakiat Siriluethaiwattana   | 6–3, 6–4               |
| Vítěz     | 8.  | 27. října 2012     | Bombaj, Indie ITF Futures $15 000                | tvrdý  | Purav Radža              | N. Sriram Balaji Arun-Prakaš Radžagopalan          | 6–0, 4–6, [10–8]       |
| Vítěz     | 9.  | 3. listopadu 2012  | Puné, Indie ITF Futures $15 000                  | tvrdý  | Purav Radža              | N. Sriram Balaji Arun-Prakaš Radžagopalan          | 7–5, 6–7(3–7), [10–5]  |
| Vítěz     | 10. | 17. března 2013    | Calabasas, Spojené státy ITF Futures $15 000     | tvrdý  | Sanam Singh              | Lim Yong-kyu Nam Ji Sung                           | 6–7(3–7), 6–2, [14–12] |
| Finalista | 11. | 14. dubna 2013     | Oklahoma City, Spojené státy ITF Futures $15 000 | tvrdý  | Artem Sitak              | Jean-Yves Aubone Dennis Nevolo                     | 1–6, 5–7               |
| Vítěz     | 12. | 11. května 2013    | Rohtak, Indie ITF Futures $15 000                | tvrdý  | Arun-Prakaš Radžagopalan | N. Sriram Balaji Randžeet Virali-Murugesan         | 6–3, 6–4               |
| Finalista | 13. | 20. září 2013      | Mishref, Kuvajt ITF Futures $10 000              | tvrdý  | Patrick Davidson         | Lewis Burton Marcus Willis                         | 4–6, 5–7               |
| Vítěz     | 14. | 15. února 2014     | Kalkata, Indie ATP Challenger $50 000            | tvrdý  | Sanam Singh              | Divij Šaran Višnu Vardhan                          | 6–3, 3–6, [10–4]       |
| Vítěz     | 15. | 23. února 2014     | Nové Dillí, Indie ATP Challenger $100 000        | tvrdý  | Sanam Singh              | Sančai Ratiwatana Sončat Ratiwatana                | 7–6(7–5), 6–4          |
| Vítěz     | 16. | 8. března 2014     | Bhimavaram, Indie ITF Futures $10 000            | tvrdý  | Sanam Singh              | N. Sriram Balaji Ranjeet Virali-Murugesan          | 7–6(7–5), 6–3          |
| Vítěz     | 17. | 11. srpna 2014     | Edwardsville, Spojené státy ITF Futures $10 000  | tvrdý  | Patrick Davidson         | Bjorn Fratangelo Mitchell Krueger                  | 6–3, 6–4               |
| Vítěz     | 18. | 24. srpna 2014     | Winnipeg, Kanada ITF Futures $15 000             | tvrdý  | Dimitar Kutrovskij       | Philip Bester Marcus Daniell                       | 7–5, 7–5               |
| Vítěz     | 19. | 20. října 2014     | Puné, Indie ATP Challenger $50 000               | tvrdý  | Sanam Singh              | Sančai Ratiwatana Sončat Ratiwatana                | 6–3, 6–2               |
| Vítěz     | 20. | 27. září 2015      | Izmir, Turecko                                   | tvrdý  | Divij Šaran              | Malek Džazírí Denys Molčanov                       | 7–6, 4–6, [0–1]skreč   |
| Vítěz     | 21. | 25. října 2015     | Bengalúru, Indie ATP Challenger $50 000          | tvrdý  | Sanam Singh              | John Paul Fruttero Vidžaj Sundar Prašanth          | 5–7, 6–4, [10–2]       |
| Finalista | 22. | 27. března 2016    | Šen-čen, ČLR                                     | tvrdý  | Džívan Nedunčežijan      | Luke Saville Jordan Thompson                       | 6–3, 4–6, [10–12]      |
| Finalista | 23. | 7. srpna 2016      | Granby, Kanada                                   | tvrdý  | Sanam Singh              | Guilherme Clezar Alejandro González                | 6–3,1–6, [10–12]       |
| Vítěz     | 24. | 24. srpna 2016     | Nanking, ČLR                                     | antuka | Džívan Nedunčežijan      | Denys Molčanov Oleksandr Nedověsov                 | 6–3, 6–3               |